# Cyprus Mail
Il Cyprus Mail è l'unico quotidiano in lingua inglese pubblicato a Cipro. Fondato nel 1945, viene pubblicato tutti i giorni tranne il lunedì e la maggior parte degli articoli locali sono disponibili sul suo sito web.

## Storia
Con la scomparsa del Cyprus Times nel 1960, il Cyprus Mail rimase l'unico giornale in lingua inglese a Cipro fino alla creazione del Cyprus Weekly nel 1979. Nonostante sostenga di assumere una posizione politica indipendente e di non avere affiliazioni politiche locali, è ampiamente considerato come una pubblicazione politicamente conservatrice e di destra.
Nei suoi primi anni, il Cyprus Mail era il principale rivale del Cyprus Times, un altro giornale in lingua inglese fondato a Cipro durante il periodo del dominio britannico. A quel tempo, il Cyprus Mail era considerato più di destra rispetto al Cyprus Times, giornale di sinistra, soprattutto per la sua tendenza ad opporsi all'unificazione di Cipro con la Grecia. Per questo motivo, non era gradito ai greco-ciprioti e circolava principalmente tra il personale amministrativo e militare coloniale britannico. In seguito assunse una posizione "pro-confederazione" sulla disputa di Cipro e sostenne il controverso Piano Annan del 2004, che portò ad accuse di pregiudizio anti-greco e di "normalizzazione" dell'occupazione turca nella parte nord dell'isola..

## Proprietà
Il giornale è stato acquistato nel 2019 da Andreas Neocleous, un avvocato ed ex membro dell'EOKA che in passato è stato condannato per aver corrotto il vice procuratore generale Rikos Erotokritou. Critiche sono arrivate quando articoli che si riferivano alla sua condanna sono stati rimossi dal sito web del giornale il giorno dopo il cambio di proprietà del giornale.